# 埃德尔河畔巴滕贝格
埃德尔河畔巴滕贝格，简称巴滕贝格（德語：Battenberg，發音：[ˈbatn̩ˌbɛʁk] ⓘ），是德国黑森州卡塞尔行政区瓦尔代克-弗兰肯贝格县的城市，面积64.71平方千米，2023年12月31日人口为5,585人。